# Paul Mariner
Paul Mariner (ur. 22 maja 1953 w Farnworth, zm. 9 lipca 2021) – angielski piłkarz występujący na pozycji napastnika. Trener piłkarski.

## Kariera klubowa
Mariner zawodową karierę rozpoczynał w 1973 roku w zespole Plymouth Argyle z Third Division. W 1975 roku awansował z nim do Second Division. W ciągu trzech lat w barwach Plymouth rozegrał 135 spotkań i zdobył 56 bramek.
We wrześniu 1976 roku Mariner przeszedł do Ipswich Town z First Division. W tych rozgrywkach zadebiutował 30 października 1976 roku w wygranym 1:0 meczu z Manchesterem United. W 1978 roku zdobył z zespoełm Puchar Anglii. W 1981 roku wygrał z nim rozgrywki Pucharu UEFA. W tym samym roku, a także rok później wywalczył z Ipswich wicemistrzostwo Anglii.
W lutym 1984 roku Mariner podpisał kontrakt z Arsenalem, również grającym w First Division. Pierwszy ligowy mecz zaliczył tam 18 lutego 1984 roku przeciwko Aston Villi (1:1). W Arsenalu spędził dwa i pół roku. W sumie zagrał tam w 60 meczach i strzelił 14 goli.
W 1986 roku Mariner został graczem drużyny Portsmouth z Second Division. W 1987 roku awansował z nią do First Division. W Portsmouth spędził jeszcze rok. Potem przeniósł się do australijskiego Wollongong City. Następnie grał w Albany Capitals (Stany Zjednoczone), Naxxar Lions (Malta), San Francisco Bay (Stany Zjednoczone) oraz angielskich Chorley i Bury Town, gdzie zakończył karierę.

## Kariera reprezentacyjna
W reprezentacji Anglii Mariner zadebiutował 30 marca 1977 roku w wygranym 5:0 meczu eliminacji mistrzostw świata 1978 z Luksemburgiem. W 1980 roku został powołany do kadry na mistrzostwa Europy. Zagrał na nich w pojedynkach z Włochami (0:1) oraz Hiszpanią (2:1). Z tamtego turnieju Anglia odpadła po fazie grupowej.
W 1982 roku Mariner znalazł się w kadrze na mistrzostwa świata. Wystąpił na nich w meczach z Francją (3:1), Czechosłowacją (2:0), Kuwejtem (1:0), RFN (0:0) oraz Hiszpanią (0:0). Tamten mundial Anglia zakończyła na drugiej rundzie. W latach 1977–1985 w drużynie narodowej Mariner rozegrał w sumie 35 spotkań i zdobył 13 bramek.

## Kariera trenerska
Jeszcze w trakcie kariery piłkarskiej Mariner był asystentem trenerów Albany Capitals oraz San Francisco Bay. Następnie pełnił funkcję asystenta szkoleniowca w piłkarskiej drużynie z Harvard University oraz w New England Revolution. W latach 2009–2010 był samodzielnym trenerem w Plymouth Argyle. W 2012 został trenerem Toronto FC, gdzie pracował do 2013 roku.